# Courlande
Pour les articles homonymes, voir Courlande (homonymie).

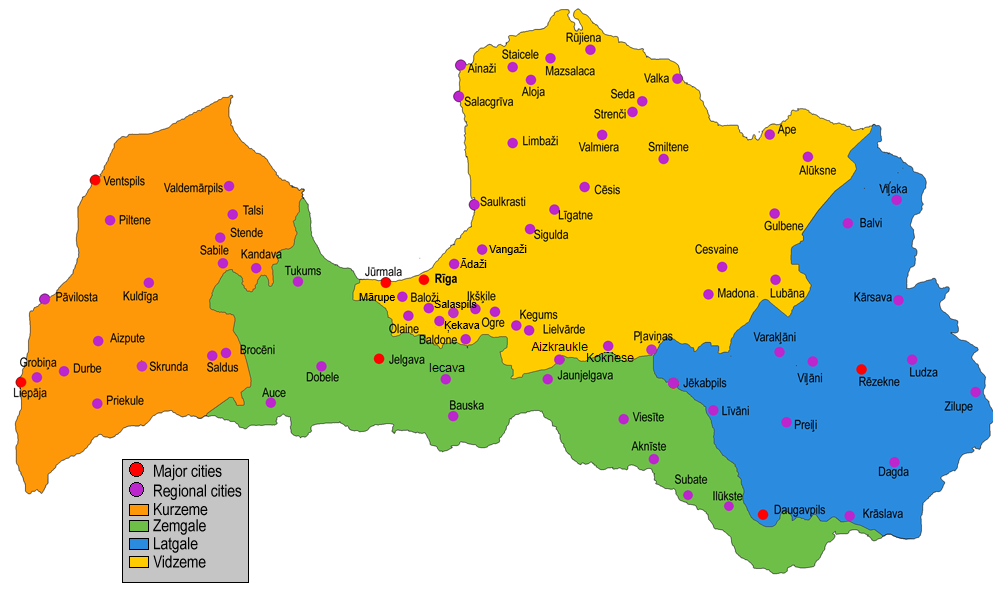
Régions historiques de la Lettonie : la Courlande est en orange.

La Courlande (En letton : Kurzeme, en live : Kurāmō, en allemand : Kurland) est l'une des quatre régions historiques de la Lettonie s'étendant dans l'ouest du pays le long de la côte Baltique et le golfe de Riga, autour les villes de Liepāja et de Ventspils. Elle correspond à la partie occidentale de l'ancien duché de Courlande.

## Géographie

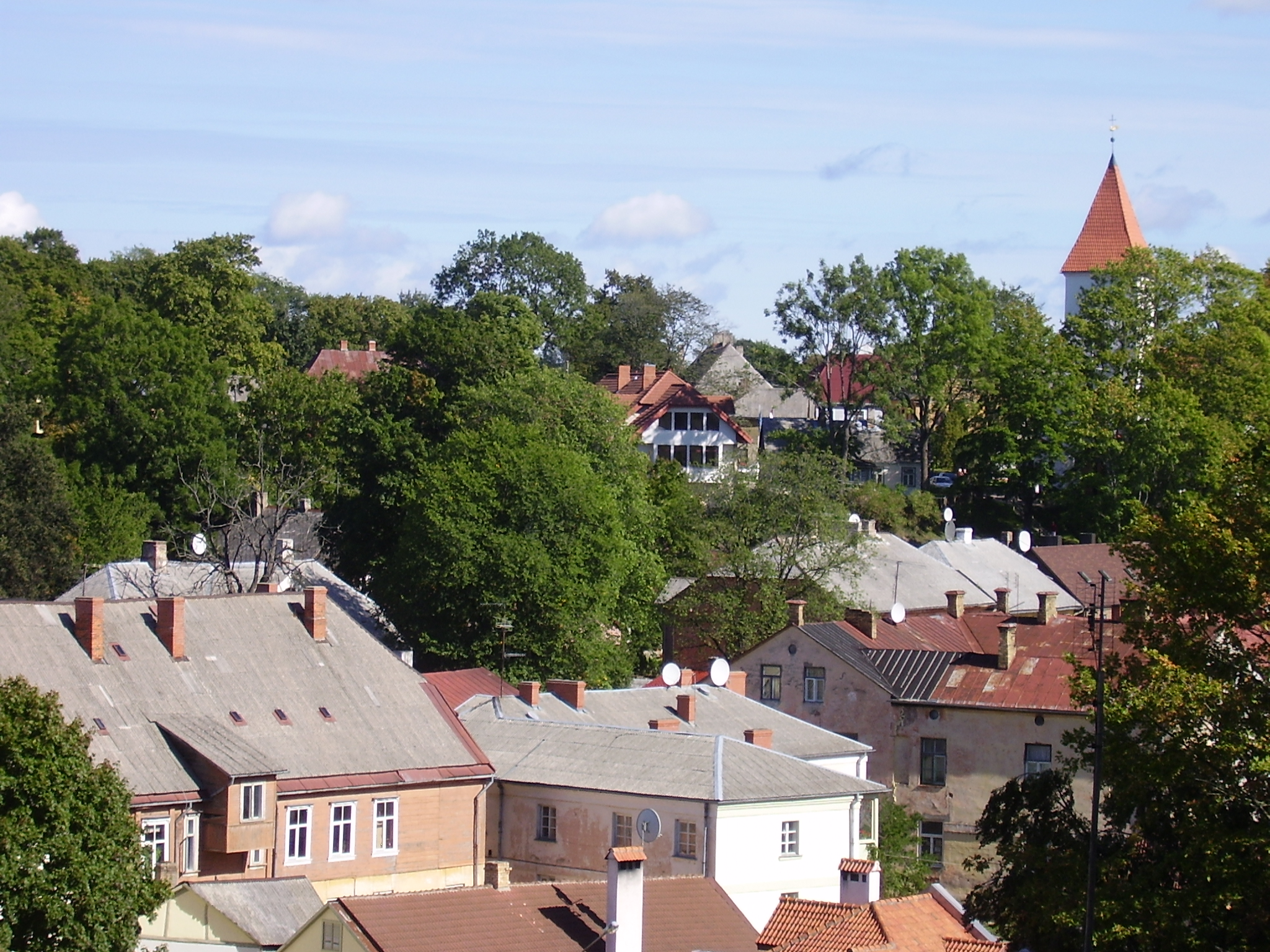
Talsi en Courlande.

Le territoire de 13 600 km2 (21 % de la Lettonie) est légèrement vallonné à la suite de la fonte des glaciers durant le Quaternaire avec une plaine côtière s'étendant sur quelques kilomètres par endroits. Le réseau hydrographique est dominé par la Venta qui draine les cours d'eau de la région, hormis ceux situés au plus près de la côte vers Liepaja ou Talsi.
Les deux villes principales, qui ont le statut de lielpilseta, sont Liepaja (85 915 hab.) et Ventspils (43 806 hab.). Elles regroupent à elles seules plus d'un tiers de la population totale. Les autres villes importantes sont Saldus, Kuldīga, Talsi et Tukums.

## Histoire

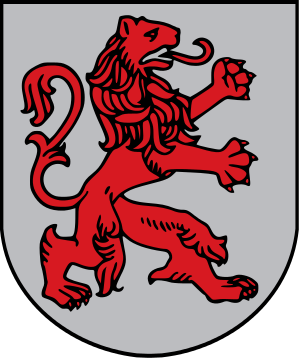
Les armoiries du duché de Courlande.

Au VIIe siècle, la région était habitée par le peuple balte des Coures (Kurši), l'une des principales tribus à l'est de la mer Baltique avec les Prussiens plus au sud. Selon la littérature vieux-norroise, les forces des rois suédois Ivar Vidfamne et Harald Hildetand ont envahi les bandes de terre ; les recherches du archéologue et historien Birger Nerman (1888–1971) indique qu'un pôle commercial nordique était situé sur la côte à Grobiņa. Le chroniqueur Rimbert, élève de l'archevêque Anschaire de Brême, raconte des batailles des Vikings contre les Coures vers l'an 855 ; les textes de Saxo Grammaticus († v. 1220) et de Snorri Sturluson († 1241) donnent des informations sur d'autres campagnes vers la fin du IXe siècle.
Au début du XIIIe siècle, les Coures se soumirent aux chevaliers Porte-Glaive et de nombreuses villes germaniques se créent, lorsque l'ordre Teutonique a commencé la conquête du territoire des Prussiens depuis la ville de Chełmno (Culm). L'empereur Frédéric II a confirmé les possessions des chevaliers teutoniques par la bulle d'or de Rimini, datée de 1226 ; en 1237, les domaines des chevaliers Porte-Glaive furent intégrés dans l'État teutonique. La partie méridionale de la zone habitée des Coures, s'étendant jusqu'à la flèche curonienne et la lagune de Courlande, faisait désormais partie de la région de Prusse. Au cours des siècles, la minorité dominante des Germano-Baltes (Deutschbalten en allemand) s'est installée en Courlande.
À partir de 1386, l'ordre Teutonique était confronté à la perspective d'un adversaire capable : l'Union de Pologne-Lituanie. Selon les dispositions de la seconde paix de Thorn conclue en 1466, l'État teutonique fut divisé ; alors que de vastes parties échurent à la couronne de Pologne, les domaines de la Confédération livonienne avec le Courlande sont restés autonomes, mais la défaite de l'ordre a incité la convoitise de la Suède et du tsarat de Russie. Après que le grand-maître Walter de Plettenberg eut battu les Moscovites en 1501, l'invasion des troupes d'Ivan le Terrible déclencha la guerre de Livonie en 1558.
C'est sous la forme du duché de Courlande (1561–1795) que la région est la plus connue, car elle était alors un État indépendant. Elle a même été une petite puissance coloniale ayant colonisé Tobago (Antilles) et l'île James (Gambie).

## Démographie (2005)
Le nombre d'habitants est de 310 673.
- la répartition par âge est la suivante : 49 281 de moins de 18 ans, 194 920 entre 18 et 60 ans enfin 64 232 de plus de 60 ans
- la densité est de 23,04. Le taux de chômage est bien plus élevé que la moyenne nationale, à 9,9 % contre 8,6 %. Il touche principalement Liepaja et sa région qui était axé principalement sur le secteur secondaire et les services aux militaires qui étaient basés à Karosta. Cependant, la croissance économique de la région couplée au tourisme peut laisser espérer une reprise de l'emploi.

La répartition ethnique est semblable à celle du reste du pays. Les grandes villes comptent autour de 50 % de Lettons et 30 % de Russes, le reste étant composé principalement de biélorusses et d'ukrainiens. Alors que les campagnes comptent entre 84 % et 91 % de Lettons avec pour seconde ethnie en nombre les Lituaniens dans les régions frontalières.
Le taux de masculinité est de 0,88 avec une chute jusqu'à 0,82 à Liepaja. Deux facteurs expliquent cet écart. D'une part, la plus forte mortalité masculine qui s'élève à 1,566 ‰ chez les hommes contre 1,3041‰ chez les femmes. Les principales sources d'écarts sont le cancer et les maladies respiratoires (sur l'ensemble du pays). D'autre part, à un taux migratoire négatif pour la région dont les hommes sont plus particulièrement responsables.
La situation est particulièrement préoccupante car à l'instar du taux migratoire, l'accroissement naturel est aussi négatif et de l'ordre de 4,46 ‰.

## Économie (2003)
Le produit intérieur brut de la région est de 758 428 000 lats (soit 1 019 392 473 €) ce qui équivaut à un PIB par habitant de 2412 ls/hab (soit 3242 €/hab). En 2005, le salaire moyen était de 209 ls (soit 280 €) pour l'ensemble de la région. L'investissement hors secteur financier atteignait en 2004, pour l'ensemble de la région, 297,5 millions de Lats (soit 375 millions d'euros) dont plus de la moitié pour la construction. C’est-à-dire 1,5 fois plus qu'en 2001 ce qui est légèrement supérieur au reste du pays si on enlève Rīga.

## Religion
La Courlande compte aujourd'hui environ 25 % de protestants (luthériens), 25 % d'orthodoxes (à la suite des périodes d'occupation par l'empire russe puis à l'arrivée de migrants russes pendant l'occupation soviétique) et 21 % de catholiques.

## Subdivisions administratives
Avant la réforme territoriale du 1er juillet 2009, cette région comprenait les Rajons suivant :
- Kuldīgas,
- Liepajas (y compris la Lielpilseta de Liepaja),
- Saldus,
- Talsu,
- Tukuma,
- Ventspils (y compris la Lielpilseta de Ventspils).

Depuis 2009, la région est découpée en municipalités.